# Појениле (Долж)
Појениле (рум. Poienile) насеље је у Румунији у округу Долж у општини Булзешти. Oпштина се налази на надморској висини од 259 m.

## Становништво
Према подацима из 2002. године у насељу је живело 28 становника, од којих су сви румунске националности.